# Noke
Noke is een civil parish in het bestuurlijke gebied Cherwell, in het Engelse graafschap Oxfordshire met 117 inwoners.